# Samsung Galaxy S3 mini
Samsung Galaxy S3 mini – smartfon z serii Galaxy S produkowany przez koreańską firmę Samsung. Jest to wersja mini Samsunga Galaxy S3.

## Specyfikacja techniczna
Galaxy S3 mini został wyposażony w procesor ST-Ericsson U8420 o taktowaniu 1 GHz. Urządzenie posiada 1 GB RAM oraz 8 GB pamięci wewnętrznej.

### Wyświetlacz
S3 mini posiada wyświetlacz stworzony w technologii Super AMOLED o przekątnej 4 cali i rozdzielczości 480 × 800 pikseli, co daje zagęszczenie 233 pikseli na jeden cal wyświetlacza.

### Aparat fotograficzny
Aparat znajdujący się na tyle telefonu ma 5 Mpx, zaś przednia kamera ma rozdzielczość 0,3 Mpx.

### Akumulator
Akumulator litowo-jonowy ma pojemność 1500 mAh.

## Software
Galaxy S3 mini jest seryjnie wyposażona w system Android 4.1.2 Jelly Bean.